# Keresztes Szent János
Keresztes János (spanyolul: San Juan de la Cruz), katolikus nevén Keresztes Szent János vagy Keresztről Nevezett Szent János (1542. június 24. – 1591. december 14.) spanyol keresztény misztikus teológus, karmelita szerzetes, az egyik legjelentősebb kora újkori katolikus szent (1726-tól), a barokk misztika meghatározó alakja. Elmélkedő-teológiai-önéletrajzi jellegű (lelkiségi) írásait sokszor idézik modern katolikus gondolkodók is, főleg mióta XI. Piusz pápa 1926-ban egyháztanítónak jelentette ki.
Mindemellett híres szerzetes költő, a római katolikus egyház belső reformátora. Ávilai Szent Terézzel együtt a karmelita rend megújításán tevékenykedett. Íróként legjelentősebb kora spanyol irodalmában, főként Istenhez íródott rajongó versei ismertek, melyben ezt az érzést a szerelemhez hasonlítja.

## Élete

### Korai évek
Juan de Yepes y Álverez néven, Kasztíliában, egy converso (katolikus hitre áttért zsidók leszármazottai) családban született az Ávilához közeli Fontiverosban, egy körülbelül 2000 lakosú városban. Apja, Gonzalo, selyemkereskedéssel foglalkozó gazdagabb rokonainak könyvelője volt. 1529-ben feleségül vette János édesanyját, Catalinát, aki alacsonyabb osztályból származó árva volt. Mivel a frigyet Gonzalo családja elutasította, arra kényszerült, hogy feleségével együtt takácsként dolgozzon. János még csak hároméves volt, amikor apja elhunyt. Két évvel később idősebb testvére, Luis is meghalt, valószínűleg éhezés következtében. Ezután Catalina, János és életben maradt testvére, Francisco először 1548-ban Arévalóba, majd 1551-ben Medina del Campo városba költözött, ahol munkát talált. Itt belépett a jezsuita rendbe, ahol 1559 és 1563 között tanult, illetve a helyi kórházban szerzetesként dolgozott.
A karmelita rendbe 1563. február 24-én lépett be, és ekkor vette fel a Juan de la Cruz szerzetesi nevet. A rend Salamanca-ba küldte, ahol San Andrés Egyetemén filozófiát tanult. Itt sajátította el a héber és arámi nyelvet, de bibliai tanulmányai során lefordította spanyol nyelvre az Énekek énekét is, noha ebben az időben tilos volt a nép nyelvére fordítani a Bibliát.

### Avilai Szent Teréz és a karmelita rend
Miután 1567-ben szerzetessé avatták, át akart lépni a karthauzi rendbe. Előtte azonban Medina del Campóba utazva találkozott Ávilai Szent Terézzel, aki szintén a karmelita rend reformját tervezte, és arra kérte, halassza el a másik rendhez való csatlakozást. Ő is meditációval, a krisztusi szegénység hirdetésével, és az elpuhult szerzetesrendek megregulázásával képzelte el a reform útját.
Végül az Ajates völgyében, Avila mellett alapítottak egy új rendházat. Itt szigorú életet folytattak a szerzetesek és apácák. Így született meg a Mezítlábasok mozgalma, annak ellenére, hogy több apáca és szerzetes részéről nagy ellenállásra találtak helyenként túlzó reformjai. Az elképzelés a munkát helyezte a középpontba, így folyamatosan feladatokat szabott ki, még akkor is, ha éppen nem volt feladat.

### Bebörtönzése, szabadulása és halála
A Mezítlábasok mozgalma mindenesetre nem tetszett a kényelmesebb élethez szokott rendtársaknak,  így 1577. december 3-án éjjel rátörték az ajtót a karmelita rend emberei és Toledo várbörtönébe szállították. Teljesen elszigetelték egy akkora cellába, amibe egy ember is alig fér el, s egy háromujjnyi résen szűrődött be hozzá a napfény.
Fogságának hatodik hónapjában egy új börtönőr nagyobb megértéssel viseltetett iránta, és így már papírt és tintát is kapott. Több jelentős verse is itt született látomások, kínok és reménység között. A börtönben terjedő hírekből megtudta, hogy nemcsak a Mezítlábasok mozgalmával, hanem személy szerint vele is végezni szándékoznak. Így megkísérelte a szökést, ami sikerrel is járt, és a San José-beli apácák befogadták.
Végül Granadába költözött, ott rendezte, egészítette ki műveit és alkotott újakat. Azonban számtalan vitája, és a Szentszékkel való nem túl felhőtlen viszonya miatt Amerikába, Nueva Espana-ba akarták küldeni, de betegsége ezt nem tette lehetővé. Súlyosan betegen Ubedába ment, ahol a helyi rendfőnökkel akart beszélni, és végül 1591. december 14-én elhunyt.
Az utókor a katolikus egyház reformátorai közé sorolta, elismerve jelentőségét. X. Kelemen pápa 1675. január 25-én boldoggá avatta, majd rá ötven évvel XIII. Benedek pápa 1726. december 27-én szentté avatta.

## Irodalmi művei
Keresztes Szent János négy jelentős műve kéziratban nem – csak lejegyzett formában maradt ránk, helyenként különféle leírásban. Írásai egyedi, különleges műfajt alkotnak, mivel verseit prózai magyarázatokkal is fűszerezi. Valamennyi – költemény és próza csodálatos egysége. Így Keresztes Szent János írásaiban egyszerre tölti be a misztikus tapasztalatokkal rendelkező szent és a lelki tanítómester szerepét.
A költemények közvetlenebbül tükrözik a misztikus tapasztalatot személyes, érzelmekkel teli, szuggesztív stílusban, ugyanakkor feltételezik az olvasó részéről a leírt lelki valóságok előzetes dogmatikai és lelki ismeretét. A költő előszeretettel használ keresztény és nem keresztény szimbólumokat, mely a kifejezést élővé, érzelmekkel telítetté, tágabb jelentéstartalommal bíróvá teszi.
A prózai kifejezésmód sem másodlagos, magyarázza és értelmezi a lírai versekben megragadott érzések, helyenként misztikus jelenések hatását, jelentőségét. A tartalomtól függően teológiai, lírai vagy imádságos nyelvezetet alkalmaz az író.
Ezek a jellegzetes költemény-próza-párok nem egyszerre jöttek létre. Toledói börtönében csak verseket ír, az El Calvario kolostorában pedig lelki mondásokat, tanácsokat fogalmaz meg kisebb írásaiban. Csak idősebb korában, Granadában tartózkodva fonja össze e két kifejezésformát a költemény és próza együttesébe.
A Kármelhegy útja és A lélek sötét éjszakája című két összetartozó művet a szerzeteseinek dedikálja, illetve kommentálja. Ez okból nem könnyű olvasmány, mivel minden személy, akinek íródott többé-kevésbé korának embere, amely eltérő mentalitást, más társadalmi-lelki környezetet, sőt egy szerzetes esetében még egy sajátos életformából származó tapasztalatot is jelent.
A szellemi páros éneket és Az élő szeretetlángot viszont két nő részére írja: az elsőt Ana de Jesús karmelita perjelnőnek, a másodikat pedig egy Ana de Peñalosa nevű lelki gyermekének, akik maguk is egyfajta lelki barátságban lehettek egymással. Amikor Ana de Jesús apáca 1584-ben kézhez kapja Az élő szeretetláng magyarázattal ellátott kéziratát, doña Ana de Peñalosa is kéri a szerzőt, hogy a hármójukat összekötő barátság nevében ő is kaphasson ajándékba egy számára dedikált költeményt a hozzá tartozó magyarázat szövegével együtt. Így keletkezik Az élő szeretetláng költemény-magyarázat együttes műve, amely A szellemi páros énekkel együtt sokkal líraibb, érzelmekkel és lelki tapasztalatok leírásával telítettebb alkotás, mint az előző kettő.

## Magyarul megjelent művei
- A Kármelhegy útja (A Kármel hegyére vezető út) és A lélek sötét éjszakája – két összetartozó mű Olvasható itt, vagy itt[halott link]
- Az élő szeretetláng (Szerelem égő lángja) Olvasható itt
- Keresztes Szent János művei, 1-2.; ford. Sz. Teréziáról nevezett P. Ernő [Szeghy Ernő], Stephaneum Ny., Budapest, 1926
- Útmutató a tökéletes lelki életre; ford. Endrődy László; Korda, Budapest, 1940
- Keresztes Szent János aranymondásai (maximái) az év minden napjára; ford. P. Ágoston [Hárs Ágoston]; Karmelita Rendház, Budapest, 1941
- Lobogó istenszeretet. Keresztes Szent János kisebb művei; ford. Szeghy Ernő, Karmelita Rendház, Keszthely, 1944
- A lélek éneke; ford., utószó Takács Zsuzsa; Helikon, Budapest, 1988 (Helikon stúdió)
- Keresztes Szent János összes versei és válogatott prózája; vál., ford., utószó Takács Zsuzsa; Európa, Budapest, 1992
- A lélek sötét éjszakája. Magyarázatok A Kármel hegyére vezető út című vershez; ford., utószó Takács Zsuzsa; Európa, Budapest, 1999
- Út a Karmelhegy csúcsára. Keresztes Szent János tanításának összefoglalása műveiből vett idézetekkel; összeáll. Klemm Nándor; Szt. Gellért, Budapest, 2002
- Istenismeret és Istenszerelem. A Misztikus Doktornak tulajdonított rövid értekezés; ford. Szepesi Edit; Sursum, Gödöllő, 2019
- Keresztes Szent Jánosnak tulajdonított értekezés az állító és a negatív módon elért elfátyolozott istenmegismerésről valamint a lélek Istennel való egyesüléséről a szerelem révén; ford., előszó, jegyz. Szepesi Edit, Sursum, Gödöllő, 2019
- Keresztes Szent Jánosnak tulajdonított értekezés az állító és a negatív módon elért elfátyolozott istenmegismerésről valamint a lélek Istennel való egyesüléséről a szerelem révén; ford., előszó, jegyz. Szepesi Edit; 2. jav. kiad.; Sursum, Gödöllő, 2022

## Megjelenések
Verseinek első kiadása Alcalában jelent meg 1618-ban, majd Barcelonában 1619-ben. Azóta több nyelven is kiadták műveit.
Magyarországon az 1920-as években Szeghy Ernő karmelita szerzetes fordította le komoly teológiai háttérrel Keresztes Szent János prózáját, de az általa készített versfordítások nem felelnek meg művészi igényeknek. A Magyar Helikon Könyvkiadó 1988-ban, majd legutóbb az Európa Kiadó adta ki Takács Zsuzsa szerkesztésében.